# پیر تیریا
پیر تیریا (فرانسوی: Pierre Thiriar‎) ژیمناست هنری اهل بلژیک بود.
از افتخارات وی میتوان به کسب مدال برنز تیمی سیستم سوئدی مردان در بازی‌های المپیک تابستانی ۱۹۲۰ اشاره کرد.